# Purder Bachtal
Das 2,6 ha große Naturschutzgebiet Purder Bachtal liegt südwestlich des Kerngebietes der Stadt Wipperfürth im Oberbergischen Kreis und trägt die Schlüsselnummer GM-102. Das Gebiet erstreckt sich südwestlich der Ortschaft Purd im unteren Tal des Purder Baches auf der linken Bachseite.

## Beschreibung
Das Fachinformationssystem des Landesamtes für Natur, Umwelt und Verbraucherschutz in NRW beschreibt das Naturschutzgebiet wie folgt:

„Das Naturschutzgebiet "Purder Bachtal" schließt sich an das weitaus größere Naturschutzgebiet "Purder Bachtal und Nebenbäche" an. Auf der ca. 2,5 ha großen Fläche des Purder Bachtals finden sich eine von Rindern bestandene Feuchtweide und ein gering beeinträchtigter, naturnaher Mittelgebirgsbach. Die Weide stellt sich im Norden als trockener dar als im Süden des Naturschutzgebietes und wird mal randlich, mal mittig von dem Fließgewässer berührt. Der südliche, feuchtere Teil der Weide ist naturschutzfachlich relevanter und zeichnet sich zusätzlich durch seine Eigenschaften als gesetzlich geschützter Biotop nach §30 / §42 aus. Eine mäßige fluviatile Dynamik macht sich hier durch Spuren von periodischen Rinnsalen und einer strukturreichen Vegetation bemerkbar.“

Im Naturschutzgebiet seien folgende bemerkenswerten und wichtigen Pflanzen der Feuchtwiese beispielhaft hervorgehoben: Busch-Windröschen (Anemone nemorosa), Pestwurz (Petasites hybridus), Blutweiderich (Lythrum salicaria), Gilbweiderich (Lysimachia vulgaris), Kuckucks-Lichtnelke (Lychnis flos-cuculi) und Sumpf-Dotterblume (Caltha palustris).

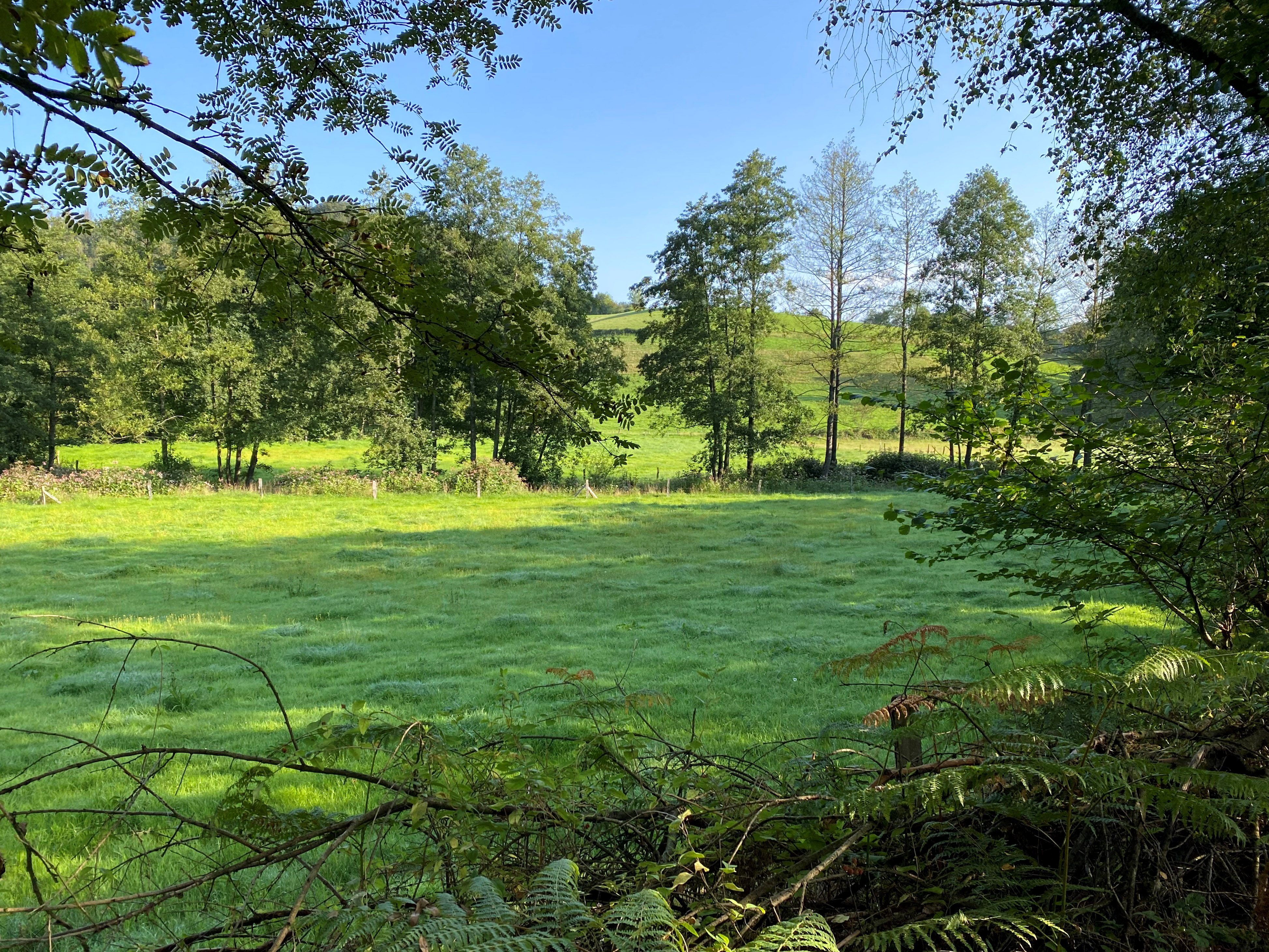
Purder Bach von Erlen begleitet
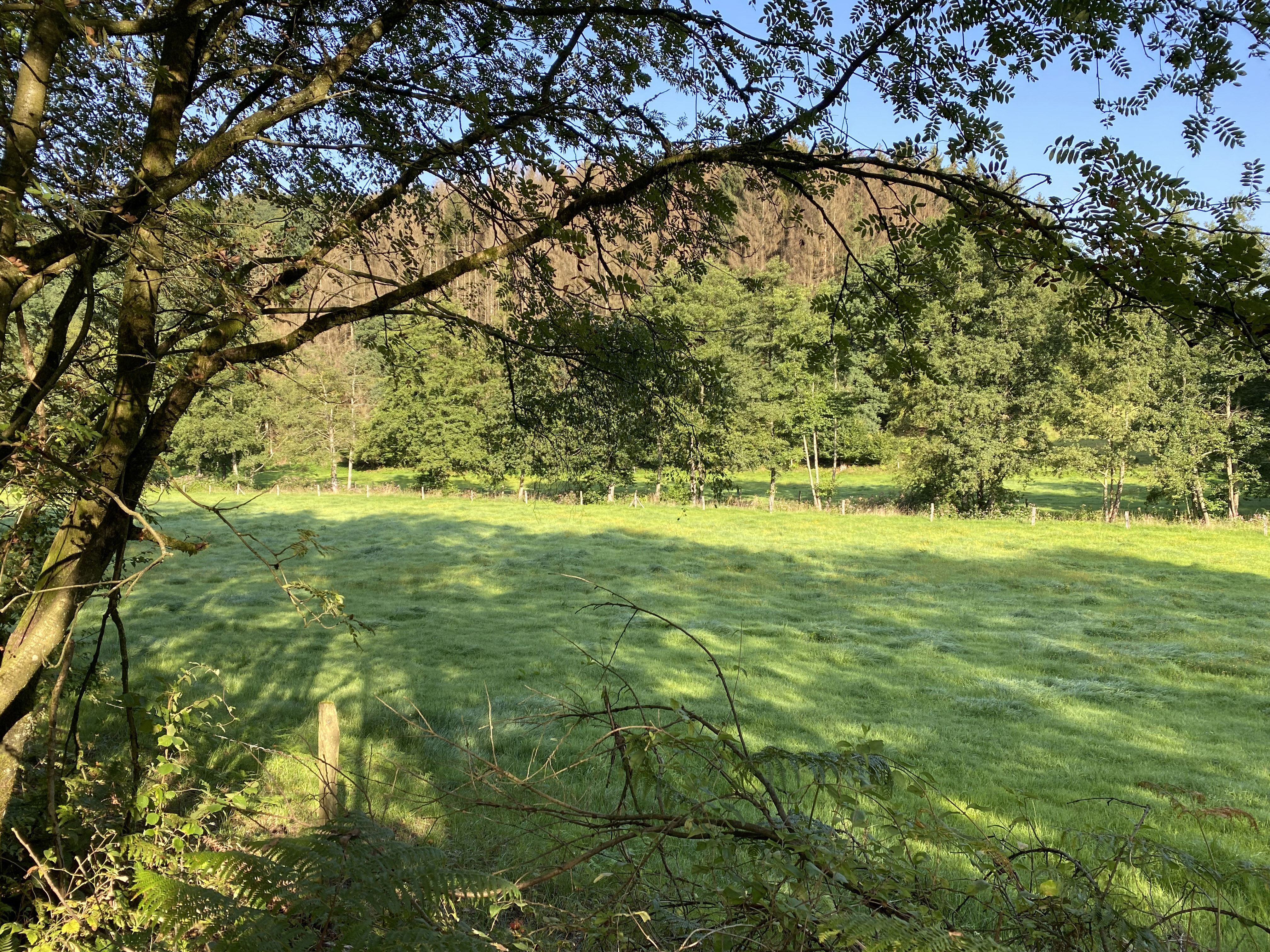
Purder Bach in der Auwiese
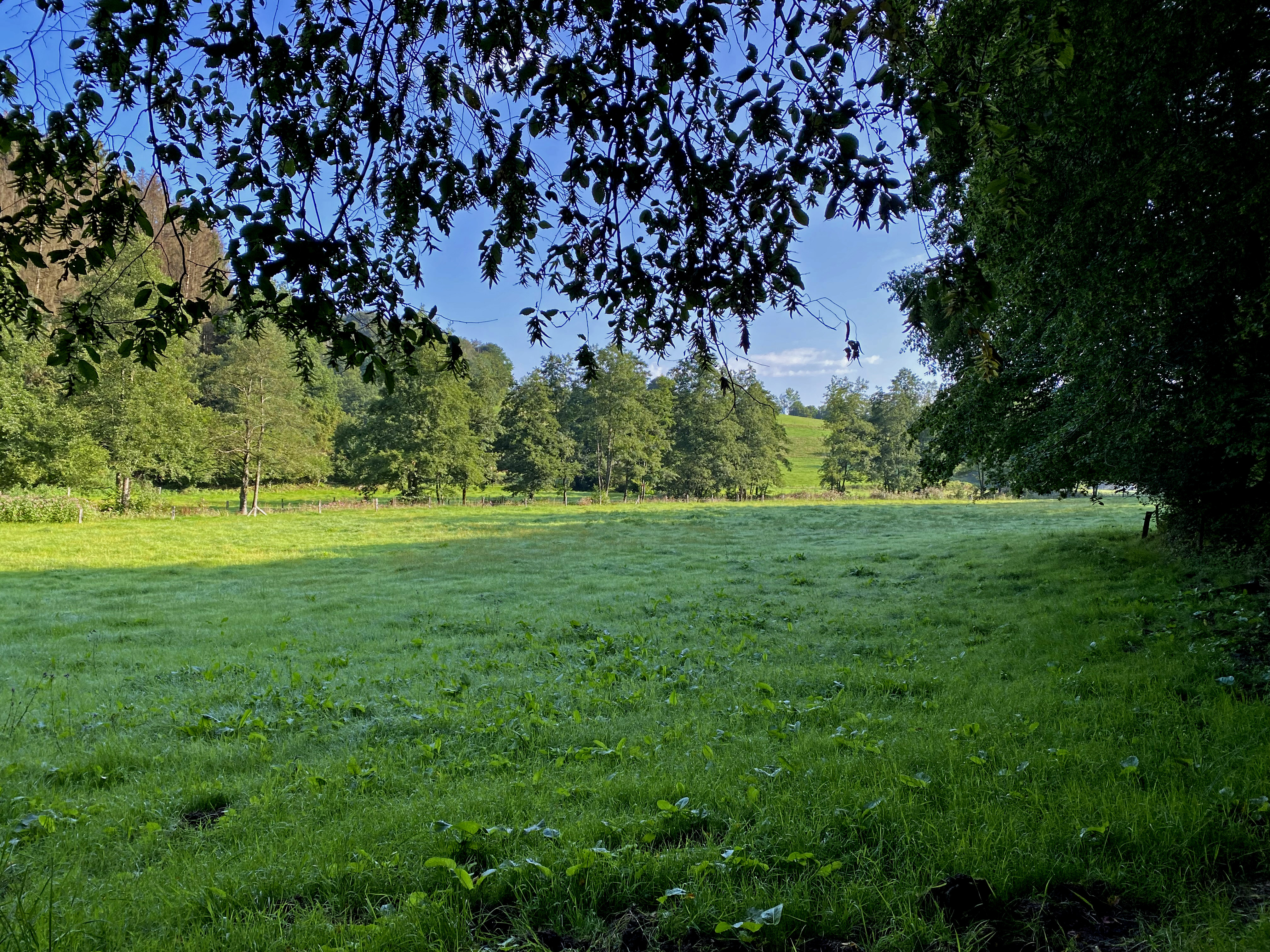
Große Auwiese im Purder Bachtal
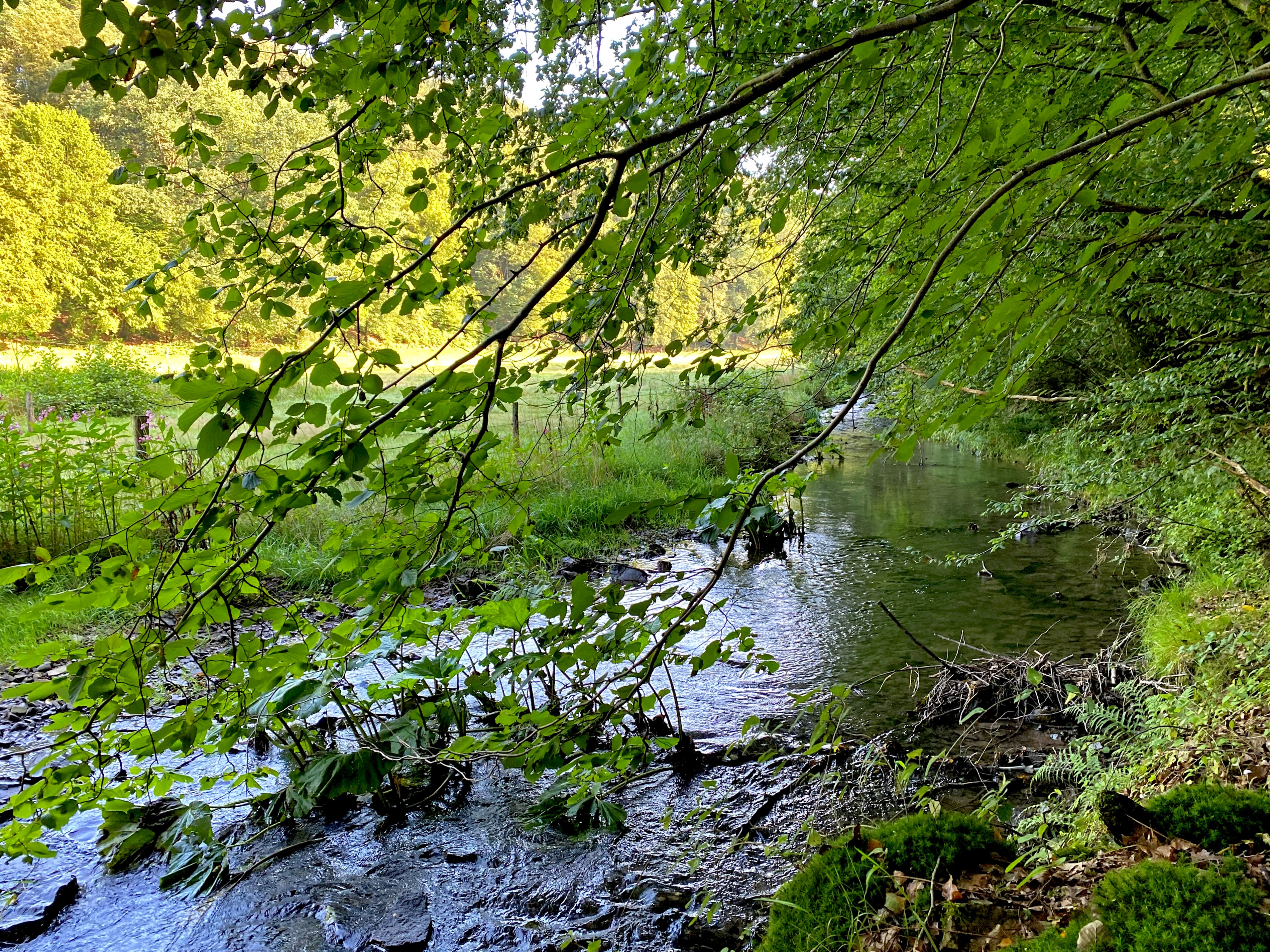
Purder Bach
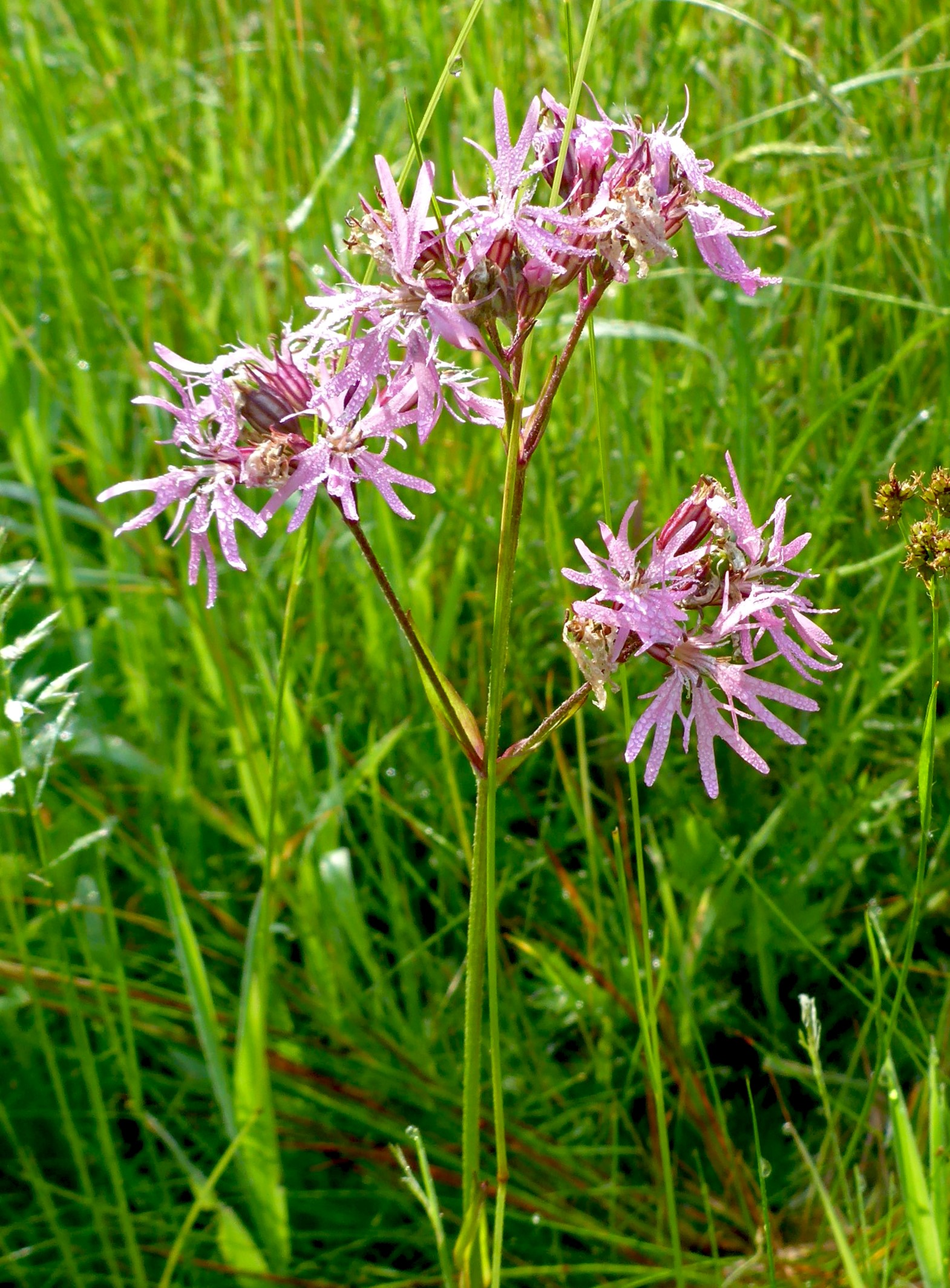
Kuckucks-Lichtnelke (Lychnis flos-cuculi)
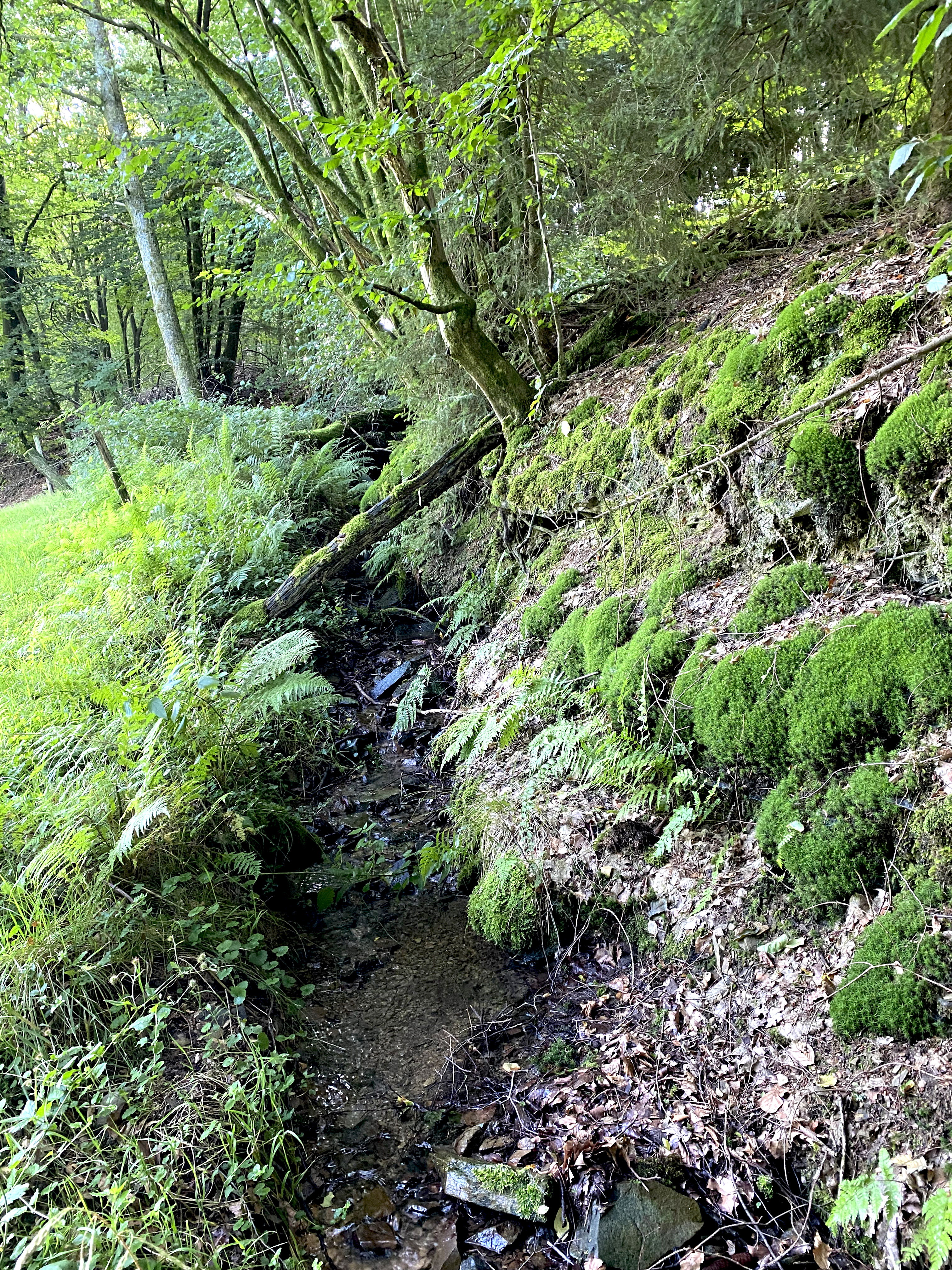
Kohlensiefen – kleiner linker Nebenbach des Purder Baches
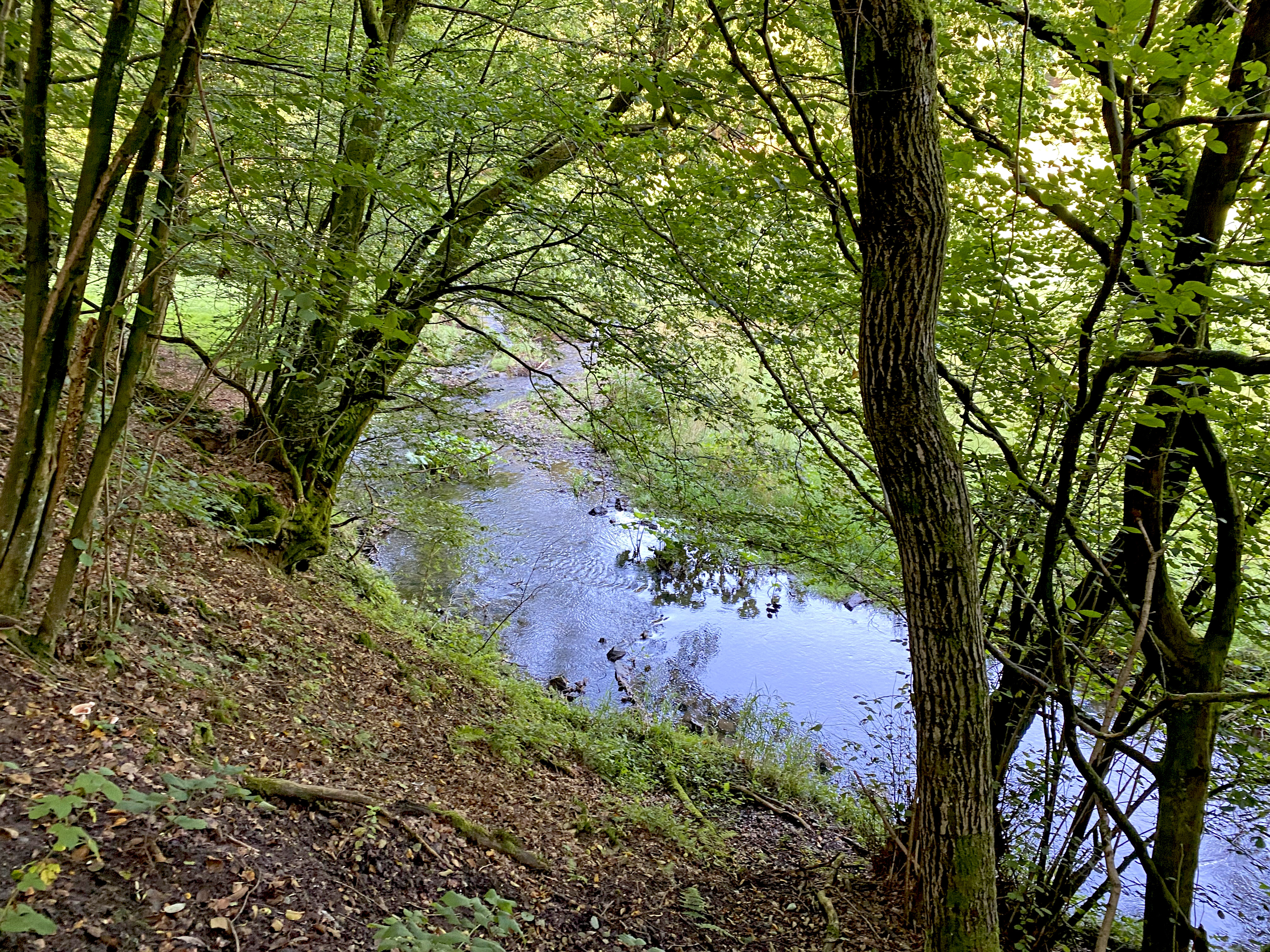
Purder Bach
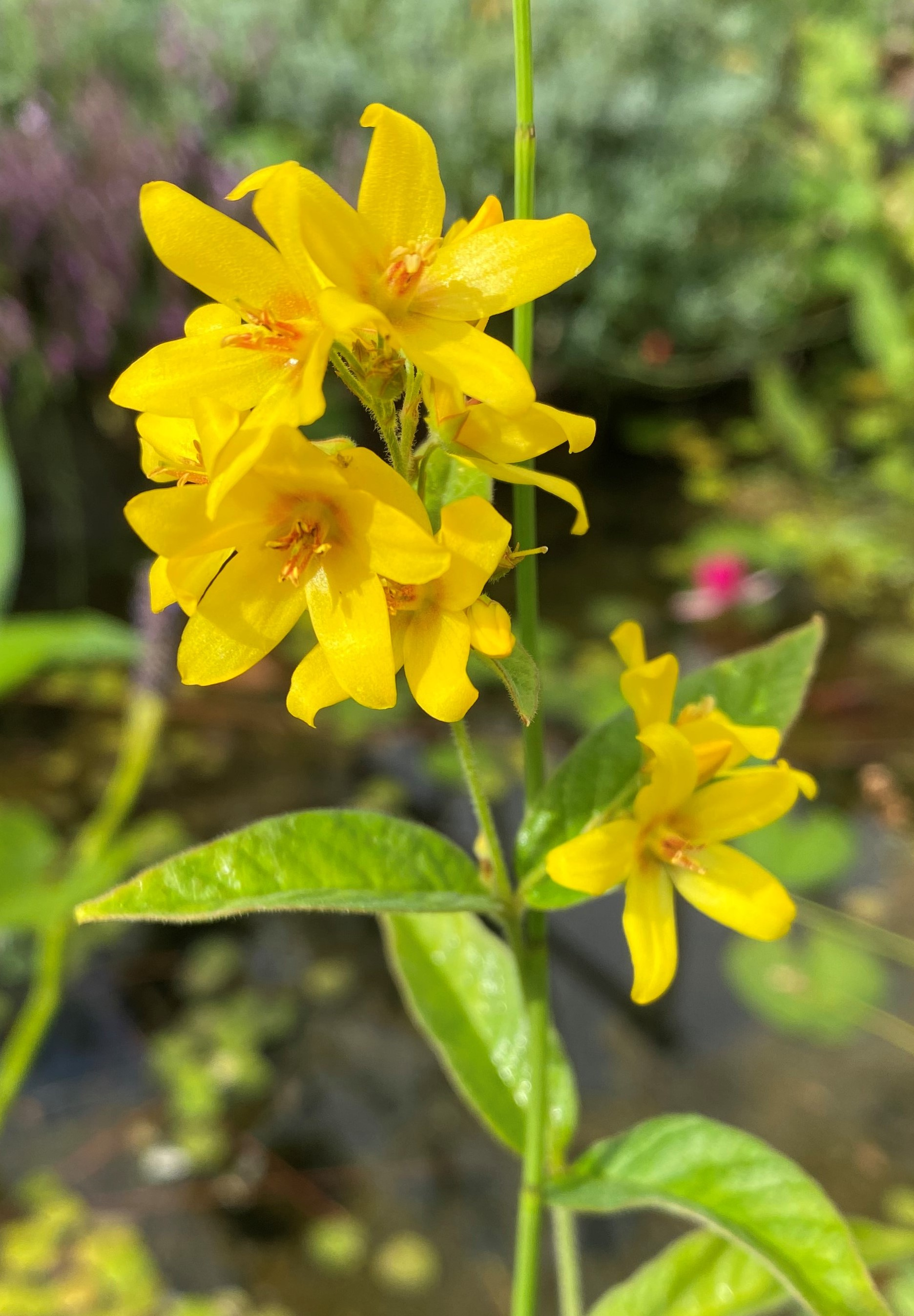
Gilbweiderich (Lysimachia vulgaris)
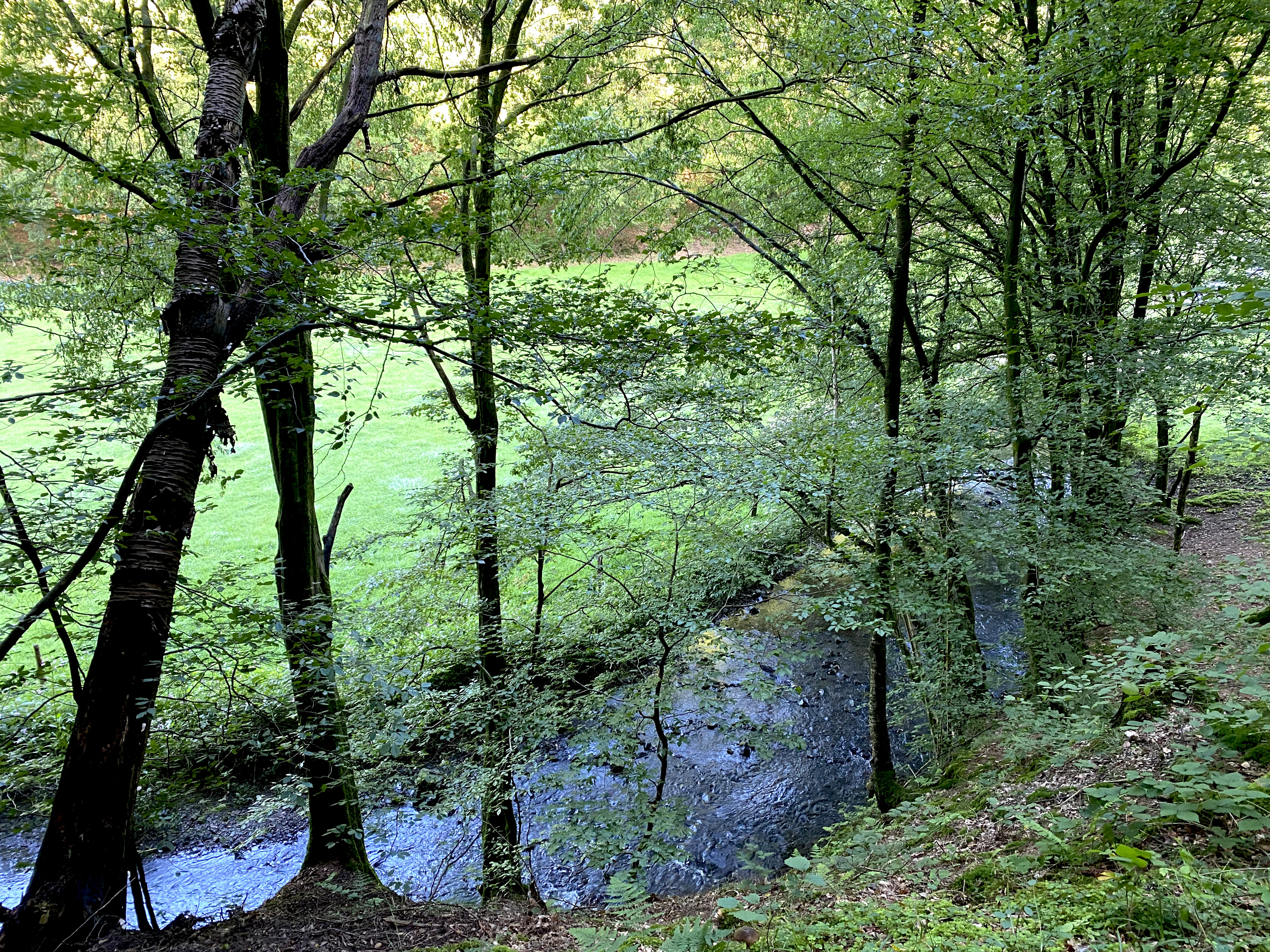
südwestl. Endpunkt des NSG